# Federico Crescentini
Federico Crescentini (Città di San Marino, 13 aprile 1982 – Acapulco, 13 dicembre 2006) è stato un calciatore sammarinese, di ruolo difensore.

## Carriera
Nipote di Giorgio Crescentini, presidente della Federazione Sammarinese Giuoco Calcio, nella sua carriera calcistica, dopo aver giocato nelle giovanili del Piacenza, ha indossato le maglie di Virtus Villa e Real Misano, squadre romagnole, prima di passare al Tre Fiori, formazione che gioca nel Campionato sammarinese.
Ha vestito per otto volte la maglia della propria nazionale nel ruolo di difensore, l'ultima volta nella partita di qualificazioni ad Euro 2008 contro l'Irlanda.
Nel dicembre 2006, mentre si trovava in una spiaggia nei pressi di Acapulco, in Messico, un'onda di grandi dimensioni ha travolto il giocatore ed una sua amica. Crescentini, istruttore di nuoto, dopo essere riuscito a salvare la ragazza, è stato risucchiato dalle onde ed è scomparso nell'oceano. Il corpo senza vita del calciatore è stato rinvenuto due giorni dopo sulla spiaggia di Playa Ventura.
Alla notizia della morte, il commissario tecnico della Nazionale Giampaolo Mazza ha commentato:
I sostenitori del San Marino Calcio l'hanno invece voluto ricordare con uno striscione recitante Ciao Fede, eroe dei nostri giorni ... non ti dimenticheremo mai apparso nella prima partita interna della squadra biancazzurra.
I funerali si sono tenuti nella chiesa parrocchiale del castello di Montegiardino, nella piccola Repubblica.
A Crescentini è stata conferita l'Ordine al merito civile e militare di San Marino, massima onorificenza dello Stato, grazie ad una proposta prima accolta dal Congresso di Stato e in seguito dal Magistero di Sant'Agata, presieduto dai Capitani Reggenti. Nella cerimonia, il politico Fiorenzo Stolfi ha detto:
Nell'aprile 2008 le autorità sammarinesi hanno dedicato alla memoria di Federico lo stadio di Fiorentino.